# Houtman Abrolhos
L'Houtman Abrolhos è una catena di 122 isole, e barriere coralline associate, situate nell'oceano Indiano al largo della costa dell'Australia Occidentale, nella regione del Mid West. Appartengono alla Local government area della Città di Greater Geraldton.

## Geografia
L'Houtman Abrolhos si trova circa 80 km a ovest di Geraldton ed è la barriera corallina più meridionale dell'oceano Indiano. È uno dei più importanti siti al mondo per la riproduzione degli uccelli marini ed è centro di grande attività di pesca di singola specie: la pesca del Panulirus cygnus (una specie di aragosta).
L'Houtman Abrolhos è composto da tre gruppi di isole: Wallabi Group, Easter Group e Pelsaert Group.
Il gruppo Wallabi è il più settentrionale e raggruppa una serie di isole in un'area di circa 17 chilometri per 10, inclusa North Island che si trova discosta a nord-ovest. Le isole principali del gruppo sono: West Wallabi Island, East Wallabi Island, Long Island e Beacon Island.
Il gruppo Easter si trova a sud-est del Wallabi, dal quale è separato dal Middle Channel largo 9 chilometri, e le isole si trovano in un'area di circa 20 chilometri per 12. Le isole maggiori sono Rat Island, Wooded Island, Morley Island, Suomi Island e Alexander Island.
A sud-est, al di là del canale di Zeewijk, si trova il gruppo Pelsaert, la barriera corallina più meridionale dell'oceano Indiano. Le isole principali di questo gruppo sono Middle Island, Gun Island  e Pelsaert Island. 

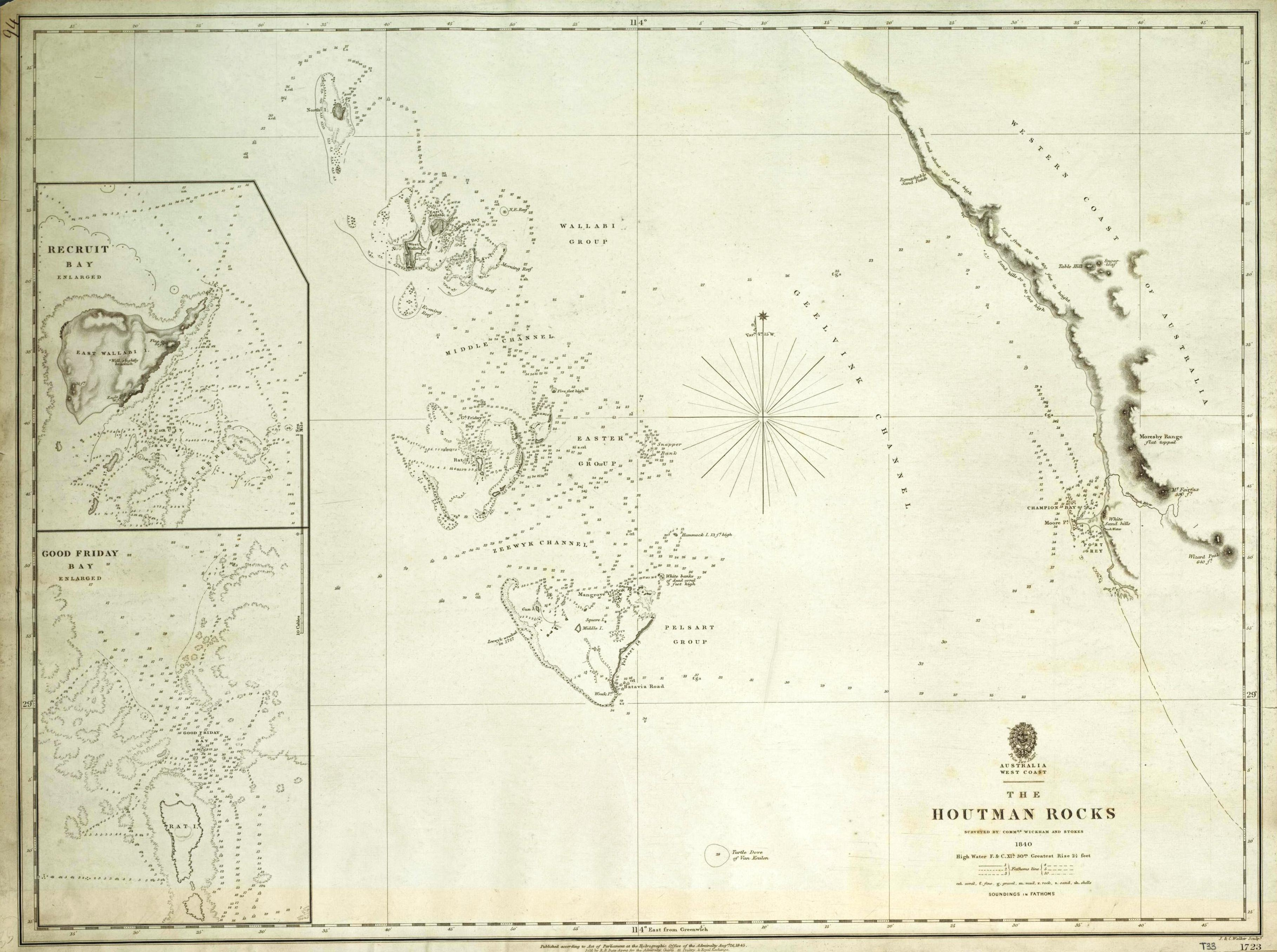
Carta dell'Ammiragliato del 1723, intitolata The Houtman Rocks

## Storia
Gli aborigeni visitarono le isole durante l'Olocene, come indicato dal ritrovamento su Beacon Island di un artefatto prodotto con fossili dell'Eocene.
Il primo avvistamento di Houtman Abrolhos da parte degli europei avvenne dalle navi della Compagnia olandese delle Indie orientali (VOC) Dordrecht e Amsterdam, nel 1619. La loro scoperta venne accreditata a Frederick de Houtman, comandante della Dordrecht. La parola Abrolhos è di origine portoghese, Houtman Abrolhos è uno dei due soli posti australiani con un nome portoghese, l'altro è Pedra Branca in Tasmania.
Il gruppo Wallabi è conosciuto per il naufragio della Batavia sul Morning Reef vicino a Beacon Island, nel 1629, e il conseguente ammutinamento e massacro che ebbe luogo tra i sopravvissuti.
Nel gruppo Pelsaert sono avvenuti molti incidenti e naufragi, si ricorda in particolare quello della Zeewijk, che si infranse sul Half Moon Reef nel 1727. I sopravvissuti trovarono rifugio su Gun Island.